# Eleos
En la mitología griega, Eleos o Eleo (en griego Ἔλεος) era la personificación de la «Piedad». El sustantivo ἔλεος significa «compasión, piedad, misericordia». Higino, autor latino, la denomina como Misericordia y dice que es hija de Érebo y la Noche. Su antónimo mitológico era, pues,  Anaideia, la crueldad. Eleos tenía un altar en el ágora de Atenas. Tal como relata Pausanias:  
«Los atenienses tienen también en el ágora, entre otras cosas no conocidas de todos, un altar de Eleo, que es el más útil de entre los dioses para la vida humana y las vicisitudes de la fortuna, y al que sólo los atenienses entre los griegos le tributan culto».
Era un templo de decoración modesta, sin estatuas ni rituales, pues el dios moraba sólo en los corazones de los hombres. En él se escuchaba a todos los suplicantes día y noche por muy horrendos que hubieran sido sus crímenes. Por esto aquellos que imploraban el asilo de los atenienses, como Adrasto o los heráclidas, acudían al altar de Eleos pidiendo clemencia.